# Monastère de Jošanica
Le monastère de Jošanica (en serbe cyrillique : Манастир Јошаница ; en serbe latin :Manastir Jošanica) est un monastère orthodoxe serbe situé à Jošanički Prnjavor, dans le district de Pomoravlje et sur le territoire de la ville de Jagodina en Serbie. Il est inscrit sur la liste des monuments culturels de grande importance de la république de Serbie (identifiant no SK 142).

## Historique
Le monastère se trouve au pied du mont Crni vrh, près de Jagodina. Il a été fondé à l'époque du prince Lazare (XIVe siècle) et il est associé au souvenir de Još ou Jovan le Sinaïte, qui vivait en ermite dans les gorges de la Jošanička reka. Une fresque représente le fondateur qui était sans doute un aristocrate local et qui aurait terminé sa vie en tant que moine. Le monastère est mentionné dans des documents ottomans en 1521 et 1522 sous le nom de « monastère Saint-Nicolas » ; au milieu du XVIe siècle, il était habité par deux moines. Détruit à la fin du XVIIe siècle, il a été restauré en 1786 ; il a servi de bastion lors de la révolte de la krajina de Koča contre les Turcs conduite par le capitaine Koča Anđelković et, de ce fait, il a été une nouvelle fois endommagé ; il a été restauré en 1791 après la signature du traité de Sistova,.
Le monastère a de nouveau été endommagé lors du premier soulèvement serbe contre les Ottomans. Lors du second soulèvement serbe, le prince Miloš Obrenović, le métropolite de Belgrade Melentije et le grand vizir Marash Ali Pacha se sont réunis à Jošanica pour y discuter de la paix. En 1851, le monastère a été restauré et son église Saint-Nicolas dotée d'un narthex et, en 1885, les konaks ont à leur tour été restaurés. Lors de la guerre serbo-turque de 1876-1877, ces konaks ont servi d'hôpital.
Toutes les restaurations du XIXe siècle ont considérablement modifié l'apparence du monastère.

## Église Saint-Nicolas
Par son style architectural, l'église du monastère, identifiée par le vocable « Saint-Nicolas », est caractéristique de l'école moravienne,. Elle est constituée d'une nef unique et est surmontée d'un dôme central, qui, à l'intérieur repose sur des piliers ; un petit dôme s'élève au-dessus du narthex. La nef est prolongée par une abside demi-circulaire et deux niches se trouvent de part et d'autre de la zone de l'autel,. L'église est construite en pierres et les dômes en briques ; les façades latérales sont ornées de grande arcatures, pour la plupart aveugles.
Une inscription indique que le monastère de Jošanica était décoré « à l'intérieur comme Kalenić et Ljubostinja ». En revanche, les peintures ont été recouvertes de plâtre au XIXe siècle. Malgré tout, des fragments de fresques remontant au début du XVe siècle subsistent dans l'abside et dans la nef. Dans la zone de l'autel se trouvent ainsi des compositions représentant l'Adoration de l'Agneau et la Mère de Dieu plus vaste que le Ciel. Dans la nef est représenté le cycle de la Passion du Christ, avec une scène particulièrement intéressante du Christ priant dans le jardin de Gethsémani. Des fresques représentant des portraits du fondateur et de sa famille ainsi que des portraits de souverains sont encore visibles dans le narthex. L'ensemble de ces peintures a été restauré en 1969.
L'église abrite une iconostase peinte par Ilija Dimitrijević en 1864.
Sur le côté sud du bâtiment se trouve le tombeau de la famille du prince Miloje Teodorović, voïvode de la région de Levač à l'époque de Karađorđe (Karageorges).